# Dichaetomyia vicaria
Dichaetomyia vicaria är en tvåvingeart som först beskrevs av Walker 1859.  Dichaetomyia vicaria ingår i släktet Dichaetomyia och familjen husflugor. Inga underarter finns listade i Catalogue of Life.